# Patrick McDonough
Ralph Patrick "Pat" McDonough (nascido em 22 de julho de 1961) é um ex-ciclista olímpico estadunidense. Representou sua nação nos Jogos Olímpicos de Verão de 1984, em Los Angeles, onde conquistou uma medalha de prata na prova de perseguição por equipes (4.000).